# Puits communal d'Amblans
Le puits communal d'Amblans est un puits situé à Amblans-et-Velotte, en France.

## Localisation
Le puits est situé sur la commune d'Amblans-et-Velotte, dans le département français de la Haute-Saône.

## Historique
L'édifice est inscrit au titre des monuments historiques en 1986.